# えいごでしゃべらないとJr.
『えいごでしゃべらないとJr.』（えいごでしゃべらないとジュニア）は、2007年4月2日から2011年3月11日までNHK教育テレビジョンで放送されていた、英語トークバラエティ番組である。
番組名の通り同局にて放送されている「英語でしゃべらナイト」の子供向け版で、小学校高学年向けの学校放送向け番組の一環として放送された。音声多重放送（副音声解説放送）実施。

## 放送時間
教育テレビ
- 月曜 19:25 - 19:40（2007年4月2日 - 2009年9月）
- 金曜 10:15 - 10:30（2009年9月 - 放送終了まで） - 番組開始当初は同枠にて再放送が行われていた。

その他、BS2でも週末の早朝の時間帯において放送されている場合がある。

## 出演
- 小林克也
- パペット小林（パペット）
- 足立雄介
- 金子純季
- 二井俊平
- 濱川歩
- 藤本旺輝
- 松永良太
- 村田裕介
- 木下綾菜
- 谷まりあ
- 野原可歩
- 山本夢月

## コーナー
- えいごキッズ
- えんけれせ塾
- ウェイクアップコール

番組の最後に、全編英語アニメ作品『リトル・チャロ』より、今週放送分のエピソードから3択のクイズが出題される（特に月曜日の本放送では、その後に放送される「リトル・チャロ カラダにしみこむ英会話」よりも、いち早くアニメが一部のみながらも放映される）。